# Hemiceras rosteria
Hemiceras rosteria är en fjärilsart som beskrevs av William Schaus 1939. Hemiceras rosteria ingår i släktet Hemiceras och familjen tandspinnare. Inga underarter finns listade i Catalogue of Life.